# Sichelbein (Malerfamilie)
Die Malerfamilie Sichelbein war eine Familie, der über fünf Generationen Maler entstammten. Begonnen hat diese Malerdynastie mit Caspar Sichelbein der Ältere, beschlossen wurde sie nach über 180 Jahren von Judas Thaddäus Sichelbein in Wangen. Ihr Werk und Einfluss wird mit dem der Strigel unter dem Begriff Memminger Schule zusammengefasst.

## Genealogische Darstellung
(erwähnt sind nur die künstlerisch tätigen Familienmitglieder)
1. Caspar Sichelbein der Ältere (* um 1550 in Augsburg; † 14. Februar 1605 in Memmingen), Maler und Begründer der Malerfamilie Sichelbein
  1. Johann Conrad Sichelbein (* 1581 in Memmingen; † 1669 in Memmingen), Maler
    1. Tobias Sichelbein (* 1607 in Memmingen; † 1651 in Ravensburg), Maler, Ausbildung bei seinem Vater Hans Conrad Sichelbein
    2. David Sichelbein (* 1609 in Memmingen; † 1658 in Mindelheim), Maler, Ausbildung bei seinem Vater Hans Conrad Sichelbein, tätig in Mindelheim
    3. Johann Jacob Sichelbein (* 1611 in Memmingen; † unbekannt), Maler
    4. Johann Caspar Sichelbein (* 1617 in Memmingen; † 1654 in Wangen im Allgäu)
      1. Johann David Sichelbein (* 1647 in Bischofszell; † 1690 in Grünenbach), Maler
        1. Joseph Thaddäus Sichelbein (* 16. März 1677 in Wangen im Allgäu, † unbekannt); Maler, ältester Sohn des Malers Johann David Sichelbein, später im erfolgreichen Betrieb seines Bruders Judas Thaddäus Sichelbein
        2. Ferdinand Anton Sichelbein (*  1678 in Wangen im Allgäu; † unbekannt)
        3. Judas Thaddäus Sichelbein (* 1684 in Wangen im Allgäu; † 1758 in Wangen im Allgäu), letzter Maler der Malerfamilie Sichelbein.

  2. Johann Sichelbein (* 1589 in Memmingen; † 1670 in Memmingen), Maler
    1. Johann Christoph Sichelbein (* 1625 in Memmingen; † unbekannt), Maler
    2. Johann Friedrich Sichelbein (* 1648 in Memmingen; † 1719 in Memmingen), Maler (starb kinderlos)

  3. Caspar Sichelbein der Jüngere (* 1591 in Memmingen; † 1627 in Memmingen)

## Familienmitglieder (in Listenform)
| Vorname            | Geburtsdatum       | Geburtsort   | Sterbedatum       | Sterbeort  |
| ------------------ | ------------------ | ------------ | ----------------- | ---------- |
| Caspar der Ältere  | um 1555            | Augsburg     | 14. Februar 1605  | Memmingen  |
| Johann Conrad      | 15. November 1581  | Memmingen    | 31. Januar 1669   | Memmingen  |
| Johann             | 29. August 1589    | Memmingen    | 17. März 1670     | Memmingen  |
| Caspar der Jüngere | 31. Mai 1591       | Memmingen    | 27. Februar 1627  | Memmingen  |
| Tobias             | 25. September 1607 | Memmingen    | 12. Oktober 1651  | Ravensburg |
| David              | 4. April 1609      | Memmingen    | 9. Oktober 1658   | Mindelheim |
| Johann Jacob       | 6. Mai 1611        | Memmingen    | unbekannt         | unbekannt  |
| Johann Caspar      | 31. Juli 1617      | Memmingen    | 26. Februar 1654  | Wangen     |
| Johann Christoph   | 2. März 1625       | Memmingen    | unbekannt         | unbekannt  |
| Johann Friedrich   | 13. November 1648  | Memmingen    | 4. September 1719 | Memmingen  |
| Johann David       | 9. Dezember 1647   | Bischofszell | 25. Oktober 1690  | Grünenbach |
| Joseph Thaddäus    | 16. März 1677      | Wangen       | unbekannt         | unbekannt  |
| Ferdinand Anton    | 19. Oktober 1678   | Wangen       | unbekannt         | unbekannt  |
| Judas Thaddäus     | 25. Mai 1684       | Wangen       | 26. Juni 1758     | Wangen     |